# Ulrike Protzer

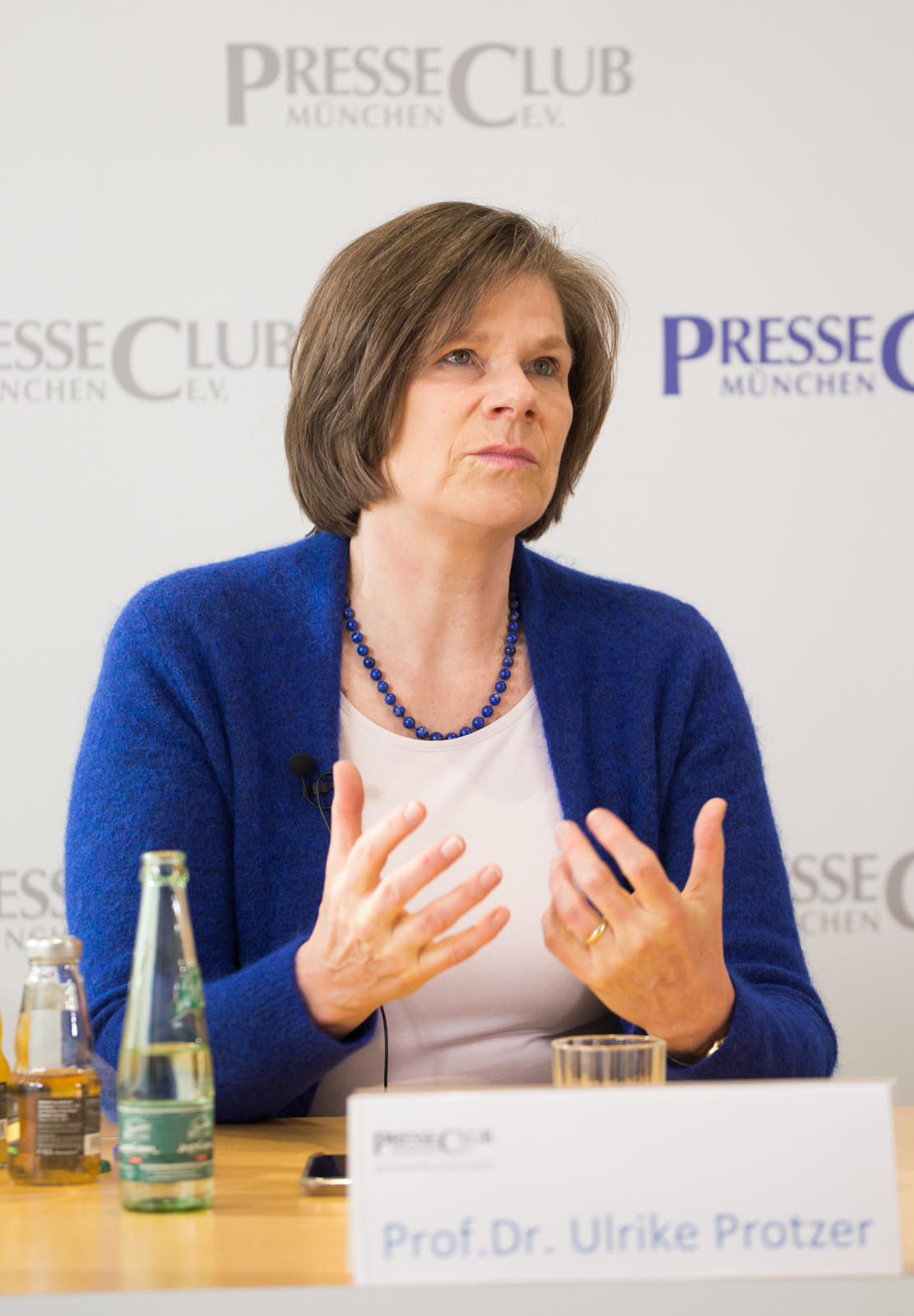
Ulrike Protzer während eines Gespräches im internationalen Münchner Presseclub am 8. März 2022.

Ulrike Protzer (auch: Protzer-Knolle; * 2. November 1962 in Stuttgart) ist eine deutsche Virologin. Seit 2007 ist sie Professorin am Lehrstuhl für Virologie an der Technischen Universität München (TUM). Ihr Arbeitsgebiet ist die Viruskontrolle des Hepatitis-B-Virus und sie entwickelt mit ihrer Arbeitsgruppe neue Therapieansätze bei den durch das Virus ausgelösten Erkrankungen. Seit der COVID-19-Pandemie gehört außerdem das Virus SARS-CoV-2 zu ihren Forschungsgebieten.

## Leben
Ulrike Protzer studierte – nachdem sie am Melanchthon-Gymnasium in Nürnberg das Abitur gemacht hatte – von 1982 bis 1988 Humanmedizin an der Universität Erlangen mit Aufenthalten in Basel und Durban. In Erlangen promovierte sie 1989 mit einer Arbeit zu den Ursachen und der Häufigkeit postoperativer Übelkeit. Nach ihrer klinischen Ausbildung zur Fachärztin für Innere Medizin mit Schwerpunkt auf Gastroenterologie (Hepatologie) und Infektiologie 1996 ging sie als Postdoc an das Zentrum für Molekulare Medizin an der Universität Heidelberg, um sich der Grundlagenforschung zu widmen und im Jahr 2000 im Fach Virologie zu habilitieren. In ihrer Habilitationsschrift beschäftigte sie sich mit der Virus-Wirt Interaktion der Hepatitis B-Viren. Im Anschluss leitete sie hier zwei weitere Jahre eine Forschungsgruppe. Parallel zur Leitung einer Nachwuchsgruppe am Zentrum für Molekulare Medizin der Universität Köln in den Jahren 2002 bis 2007 qualifizierte sie sich 2005 zusätzlich zur Fachärztin für Mikrobiologie, Virologie und Infektionsepidemiologie.
Ende des Jahres 2007 wurde sie im Rahmen einer Doppelberufung Direktorin des Instituts für Virologie an der Technischen Universität München und des Helmholtz Zentrum München, die sie seitdem leitet. Auch hier liegt ihr Forschungsschwerpunkt auf der Grundlagenforschung im Umfeld chronischer Virusinfektionen.
Protzer ist Mitglied zahlreicher Fachgesellschaften, darunter die Deutsche Leberstiftung, zu deren Vorstand sie gehört, das Deutsche Zentrum für Infektionsforschung sowie das Heinrich-Pette-Institut, dessen wissenschaftlichem Beirat sie seit 2011 angehört. International gehört sie seit 2006 dem Organisationskomitee des International Meeting on Hepatitis B Viruses (HBV-Meeting) und war 2012 bis 2015 die deutsche Vertreterin im Global Virus Network, einem internationalen Verbund von Virologie-Fachleuten. Seit 2013 gehört sie zum Aufsichtsrat der Uniklinik Köln.
Seit der COVID-19-Pandemie widmet sie sich mit ihrer Arbeitsgruppe auch der Erforschung des SARS-CoV-2 und war auch häufig in den Medien als Expertin zu diesem Gebiet gefragt. Sie war außerdem im bayerischen Expertenrat zur Corona-Krise.
Protzer ist verheiratet und hat zwei Kinder.

## Ehrungen und Auszeichnungen
- 2020 Heinz-Maier-Leibnitz-Medaille der TU München[12]
- 2021 DZIF-Preis für translationale Infektionsforschung[13]
- 2022 Bayerischer Verdienstorden[14]
- 2025 Mitglied der Bayerischen Akademie der Wissenschaften
- 2025 Bundesverdienstkreuz am Bande[15]

## Publikationen (Auswahl)
- Postoperative Übelkeit : Häufigkeit und Ursachen. Erlangen 1990 (Dissertation).
- Virus-Wirt-Interaktion bei der Hepatitis-B-Virus-Infektion: vom verbesserten Verständnis zur Entwicklung neuer Therapien. Heidelberg 2000 (Habilitationsschrift).